# Монастир святого Йосифа (Львів)
Монастир святого Йосифа — комплекс колишніх сакральних і громадських споруд у Львові. До 1946 року належав римо-католицькому згромадженню сестер святого Йосифа, що займалися доглядом за невиліковно хворими. Знаходиться на вулиці Лисенка під номерами 47 і 49.
Згромадження святого Йосифа засноване 1884 року у Львові Зигмунтом Гораздовським. Того ж року було придбано невеликий будинок на вулиці Курковій (нині Лисенка). Наступного року на місці цього будинку за проєктом Кароля Пташека почато будівництво першої з черги будівель Закладу святого Йосифа. Загалом за увесь період існування закладу збудовано цілий комплекс будівель:
- Келії і приміщення для пацієнтів (1885—1886, архітектор Кароль Пташек).
- Додаткова будівля монастиря з каплицею (початок будівництва 1888 року, архітектор Кароль Пташек). 1927 року каплицю розбудовано за проєктом Чеслава Тульє.
- Третій монастирський будинок (завершено 1897 року, архітектор невідомий). Виконував функцію новіціяту, та шпиталю.
- Будинок фурти з кімнатами для гостей (1897).
- Корпус 1900 року за проєктом бюро Івана Левинського, призначений для невиліковно хворих, частину будинку займав новіціят.
- Нова каплиця, збудована 1932 року за проєктом Каллікста Кшижановського і Чеслава Мюллера.

1946 року монахині покинули заклад. Усе внутрішнє оснащення споруд було залишено. Про внутрішнє облаштування споруд збереглося мало інформації. Зберігся проєкт вівтаря Юзефа Шостакевича для нової каплиці, однак невідомо чи реалізований. В радянський час усунуто усі елементи інтер'єрів, що нагадували про культове призначення будівель. У будинках влаштовано дитячий будинок, а пізніше лікарню і спеціалізовану школу. Засновник згромадження, Зигмунт Гораздовський беатифікований папою Іваном Павлом II в червні 2001 року, канонізований 23 жовтня 2005 року папою Бенедиктом XVI. Від 2006 року — покровитель польського міста Сянока.
Із набуттям Україною незалежності черниці йосифітки знову повернулися до Львова. Початково опікувалися будинком-інтернатом для літніх людей на Майорівці. Пізніше розгорнули діяльність у Брюховичах, Стрию та Тернополі. Жодних приміщень згромадженню не повернуто.